# Fa dièse mineur

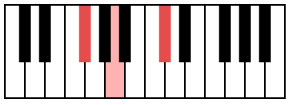
L'accord parfait de fa dièse mineur se compose des notes suivantes : fa♯, la, do♯

La tonalité de fa dièse mineur se développe en partant de la note tonique fa dièse. Elle est appelée F-sharp minor en anglais et fis-Moll dans l'Europe centrale.
L'armure coïncide avec celle de la tonalité relative la majeur.

## Modes

### mineur naturel
L’échelle de fa dièse mineur naturel est : fa♯, sol♯, la, si, do♯, ré, mi, fa♯.
- tonique : fa♯
- médiante : la
- dominante : do♯
- sensible : mi

Altérations : fa♯, do♯, sol♯.

### mineur harmonique
L’échelle de fa dièse mineur harmonique est : fa♯, sol♯, la, si, do♯, ré, mi♯, fa♯.
- tonique : fa♯
- médiante : la
- dominante : do♯
- sensible : mi♯

Altérations : fa♯, do♯, sol♯ et mi♯ (accidentel)

### mineur mélodique
L’échelle de fa dièse mineur mélodique est :
- gamme ascendante : fa♯, sol♯, la, si, do♯, ré♯, mi♯, fa♯.
- gamme descendante : fa♯, mi, ré, do♯, si, la, sol♯, fa♯.

## Compositions célèbres en fa dièse mineur
- Symphonie nº 45 de Joseph Haydn
- Adagio du concerto pour piano no 23 de Mozart
- Polonaise Op. 44 (Chopin)
- Concerto pour piano nº 1 de Rachmaninov
- Danse hongroise no 5 de Johannes Brahms
- Pavane de Gabriel Fauré
- Concerto pour piano et orchestre d'Alexandre Scriabine